# Die Jury
Die Jury (Originaltitel: A Time to Kill) ist ein Roman des US-amerikanischen Autors John Grisham aus dem Jahr 1989, der sich rasch zu einem Bestseller entwickelte. Die deutsche Übersetzung von Andreas Brandhorst erschien erstmals 1992 bei Heyne, München. Allein in diesem Verlag brachte es das Buch bis 2007 auf insgesamt 44 Auflagen.

## Inhalt
In der fiktiven Kleinstadt Clanton im amerikanischen Bundesstaat Mississippi – eigentlich Canton – wird die schwarze zehnjährige Tonya Hailey von zwei betrunkenen weißen Männern, Billy Ray Cobb und James „Pete“ Williard, brutal vergewaltigt. Als die beiden Männer zu einer ersten Anhörung in das Gerichtsgebäude geführt werden, erschießt sie Tonyas Vater, Carl Lee Hailey.
Das Gerichtsverfahren, das daraufhin gegen Carl Lee Hailey eingeleitet wird, gerät zum Sensationsprozess. Als Schwarzer, der es wagt, im amerikanischen Süden Lynchjustiz an den weißen Peinigern seiner Tochter zu üben, erwartet ihn das Todesurteil. Der junge Anwalt Jake Brigance übernimmt den Fall. Er wird von seinen Freunden Lucien Wilbanks und Harry Rex Vonner, beide selbst Anwälte, und später auch der Jurastudentin Ellen Roark unterstützt. Da der Fall klar ist – Carl Lee hat die Morde minutiös vorbereitet und ist eindeutig identifiziert worden – ist der Prozess eine Herausforderung für die Verteidigung. Die einzige Möglichkeit Carl Lee zu retten, ist es, ihn als unzurechnungsfähig erscheinen zu lassen. Das soll der Jury als Feigenblatt dienen, um die Selbstjustiz von Carl Lee nicht zu ahnden.
Der arrogante Staatsanwalt Rufus Buckley versucht den Fall zu instrumentalisieren, um seine politische Karriere anzukurbeln. Er nutzt seine Kontakte und schüchtert den vorsitzenden Richter Omar "Ichabod" Noose ein. Noose weist Jakes Antrag ab, den Fall in einem anderen Bezirk zu verhandeln. In Ford County muss sich Carl Lee vor einer Jury aus zwölf weißen Geschworenen verantworten.
Billy Rays Bruder Freddy schwört Rache und tritt mit dem Ku-Klux-Klan in Verbindung, der die Verhandlung als Chance zur Selbstdarstellung nutzen will. Kurz darauf versucht der KKK einen Bombenanschlag auf Jakes Haus zu verüben, das aufgrund eines anonymen Informanten, der sich "Micky Maus" nennt, verhindert werden kann. Jake schickt seine Frau und seine Tochter aus der Stadt, um sie zu schützen, und wird selber von der Polizei bewacht. Danach wird Ethel Twittys (Jakes Sekretärin) Ehemann angegriffen und zusammengeschlagen. Er stirbt im Krankenhaus an seinen Verletzungen. Am ersten Verhandlungstag liefern sich KKK und schwarze Demonstranten eine Straßenschlacht, nachdem Stump Sisson, der „Great Dragon“ des KKK, von einem Molotowcocktail getroffen und getötet worden ist. Sheriff Walls fordert Verstärkung durch die State Police an, und der Bürgermeister ruft die Nationalgarde in die Stadt, um für Ordnung zu sorgen, was Jake wiederum nicht unbedingt missfällt, da ihm das aggressive Umfeld des Prozesses auf jeden Fall Munition für die zweite Instanz liefert.
Der KKK lässt jedoch nicht locker: Ein Scharfschütze schießt auf Jake und trifft einen der ihn eskortierenden Soldaten. Dann wird Ellen Roark auf dem Nachhauseweg entführt. Nachdem sie von dem KKK geschoren worden ist, wird sie im Wald zurückgelassen, wo „Micky Maus“ sie rettet. Es folgt ein weiterer Anschlag des KKK auf Jake, sein Haus wird von einem Profi komplett niedergebrannt, glücklicherweise hat er nicht daheim geschlafen. Jake hält trotz der Einschüchterungsversuche am Fall fest. 
Der Freispruch wird erst durch ein Gedankenexperiment einer der Geschworenen erreicht: Sie bittet die anderen Geschworenen innig, sich die Vergewaltigung und den Racheakt detailliert vorzustellen und dann darüber nachzudenken, wie sie reagiert hätten, wenn Tonya und Carl Lee Hailey weiß wären und die Vergewaltiger schwarz. Carl Lee wird schließlich freigesprochen, da er zum Tatzeitpunkt unzurechnungsfähig gewesen sei.

## Verbindung zu anderen Romanen
Zwei der Hauptfiguren aus Die Jury tauchen in Grishams Roman Die Liste aus dem Jahr 2004 wieder auf. Harry Rex Vonner ist der erste Einheimische, der ein Freund von Willie Traynor, dem Protagonisten, wird. Lucien Wilbanks tritt ebenfalls in der Liste auf, diesmal allerdings als Widersacher und Anwalt der des Mordes verdächtigten Familie Padgitt.
Außerdem taucht Harry Rex Vonner in dem Roman Der Richter auf. Auch hier ist er als Scheidungsanwalt der Stadt Clanton, Mississippi, vertreten.
Jake Brigance, Lucien Wilbanks, Harry Rex Vonner sowie Richter Reuben V. Atlee treten in den Romanen Die Erbin und Der Polizist, welche zeitlich ca. 4 bzw. 5 Jahre nach den Ereignissen von Die Jury angesiedelt sind, ebenfalls zusammen wieder auf. In „Der Polizist“ ist Omar Noose auch wieder der vorsitzende Richter.
Weiterhin findet Reuben V. Atlee, der Namensgeber des Romans Der Richter, Erwähnung im Roman.
Im Buch „Die Kammer“ wird der Fall als der berühmteste Prozess Clantons erwähnt.

## Verfilmung
Das Buch wurde unter demselben Namen Die Jury im Jahr 1996 mit Matthew McConaughey, Sandra Bullock, Samuel L. Jackson, Kevin Spacey, Donald Sutherland und Kiefer Sutherland verfilmt. Regisseur des Films war Joel Schumacher.